# زمین‌لرزه ۱۹۱۷ کلمبیا
زمین‌لرزه کلمبیا  در تاریخ ۳۱ اوت ۱۹۱۷ میلادی، برابر با ‎۹ شهریور ۱۲۹۶، ساعت ۱۱:۳۶:۲۴ به زمان یوتی‌سی در کلمبیا رخ داد. بزرگی آن ۷٫۱ در مقیاس Ms اعلام شده‌است. زمین‌لرزه به وقت محلی در روز جمعه، ساعت ۶ روی داده و منطقه زمانی آن یوتی‌سی -۵ بوده‌است .
سازمان زمین‌شناسی آمریکا نیز جای این زمین‌لرزه را در مختصات ۴°شمالی ۷۴°غربی / ۴°شمالی ۷۴°غربی و بزرگی آنرا برابر با ۷٫۳ در مقیاس ریشتر اعلام کرده‌است. ژرفای گزارش شده از سوی این سازمان ۴۰ کیلومتر می‌باشد.